# Sigiriya Airport
Sigiriya Airport är en flygplats i Sri Lanka.   Den ligger i provinsen Centralprovinsen, i den centrala delen av landet, 150 km nordost om huvudstaden Colombo. Sigiriya Airport ligger 202 meter över havet.
Terrängen runt Sigiriya Airport är platt. Runt Sigiriya Airport är det ganska tätbefolkat, med 139 invånare per kvadratkilometer. Närmaste större samhälle är Dambulla, 13,7 km sydväst om Sigiriya Airport. Omgivningarna runt Sigiriya Airport är en mosaik av jordbruksmark och naturlig växtlighet.